# Marche du 12 novembre 2023
Une « marche pour la République et contre l'antisémitisme » a lieu dans plusieurs grandes villes de France le 12 novembre 2023, à la suite d'une recrudescence des actes antisémites dans le contexte de la guerre à Gaza depuis 2023.

## Contexte

### Vague d’antisémitisme suivant la guerre au Proche-Orient
À la suite de l'attaque du Hamas contre Israël du 7 octobre 2023, les actes antisémites se multiplient sur l'ensemble du territoire français. Le 7 novembre 2023, la présidente de l'Assemblée nationale, Yaël Braun-Pivet, et le président du Sénat, Gérard Larcher, appellent conjointement à une « grande marche civique » contre l'antisémitisme entre le Palais Bourbon et celui du Luxembourg. Il s'agit de la neuvième manifestation contre l'antisémitisme en France depuis le début des années 1980.

## Déroulement

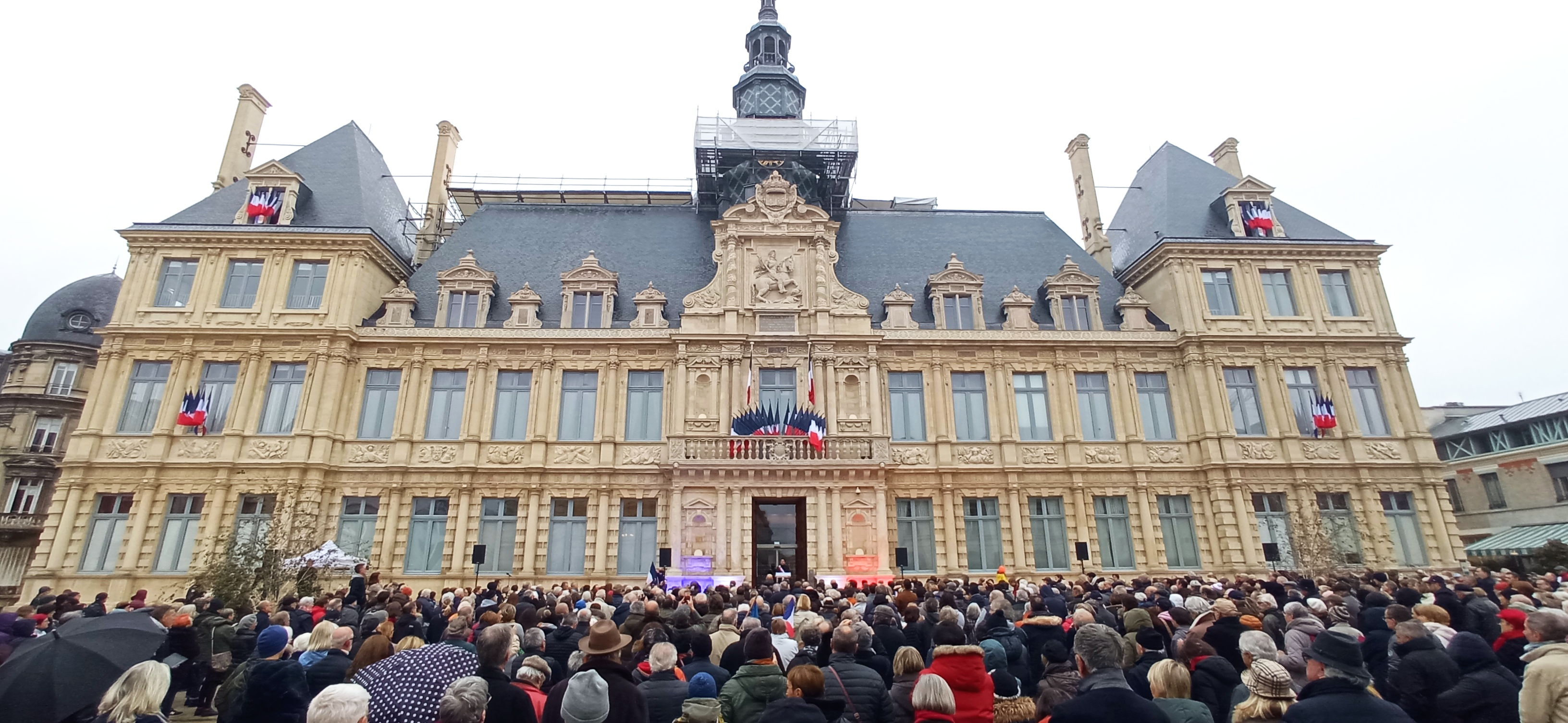
Rassemblement civique devant l'hôtel de ville de Reims.

À Paris, la marche, silencieuse, débute sur l'esplanade des Invalides à 15 heures, passe devant l'Assemblée nationale puis, empruntant le boulevard Saint-Germain et le boulevard Saint-Michel, rejoint le Sénat, place Edmond-Rostand, deux heures plus tard. Elle rassemble 105 000 participants, parmi lesquels : 
- Les ex-présidents François Hollande et Nicolas Sarkozy (et son épouse, l'ex-mannequin et chanteuse Carla Bruni)
- Les ex-premiers ministres Jean Castex, Édouard Philippe, Bernard Cazeneuve, Manuel Valls et Jean-Marc Ayrault
- la première ministre Élisabeth Borne et une trentaine de membres de son gouvernement[5]
- le président du Conseil Constitutionnel Laurent Fabius
- la maire de Paris Anne Hidalgo
- la syndicaliste Marylise Léon (CFDT)
- les personnalités politiques Sébastien Chenu, Marine Le Pen, Jordan Bardella, Marine Tondelier, Sandrine Rousseau, Marion Maréchal, Éric Zemmour, Rachida Dati, François Baroin, Eric Ciotti, Yannick Jadot, Jean-Louis Debré, Fabien Roussel, Olivier Faure, Sylvain Maillard, Stéphane Séjourné
- les comédiens et comédiennes Bruno Solo, Raphaël Personnaz, Richard Berry, Tomer Sisley, Élie Semoun, Jean Dujardin, Natalie Portman, Laura Smet, Isabelle Vitari
- les présentatrices et présentateurs Karine Le Marchand, Sophie Davant, Elsa Fayer, Arthur, Cyril Hanouna, Thierry Ardisson
- les journalistes Anne Sinclair, Jean-Baptiste Marteau
- le cinéaste Élie Chouraqui
- le chef-cuisinier Thierry Marx
- le président de SOS Racisme Dominique Sopo
- le président de la Ligue internationale contre le racisme et l'antisémitisme (LICRA) Mario Stasi
- le président du Conseil représentatif des institutions juives de France (CRIF) Yonathan Arfi
- le grand-rabbin de France Haïm Korsia
- l'évêque de Nanterre Matthieu Rougé
- le président de la Fédération protestante de France (FPF) Christian Krieger

Le président de la République Emmanuel Macron affirme dans une lettre aux Français que l'antisémitisme est « odieux » et que cette marche est un « signe d'espérance ». Cependant, son absence à la manifestation est critiquée[réf. souhaitée].

Vue panoramique des manifestants à sur l'esplanade des Invalides à Paris.

En France, on dénombre 182 000 participants. La mobilisation est très faible dans certaines villes de province comme Rennes (700 participants),, Clermont-Ferrand (500 participants), Dijon (400 participants), Le Mans (250 participants), Le Havre (200 participants) et Amiens (150 participants). 
Toutes les formations politiques représentées dans la XVIe législature de la Cinquième République française répondent à l'appel de cette marche civique pour la République et contre l'antisémitisme, à l'exception de La France insoumise. Cependant, plusieurs députés de la France insoumise (François Ruffin, Alexis Corbière, Clémentine Autain, Raquel Garrido) participent à la marche organisée à Strasbourg.

## Controverses
Jean-Luc Mélenchon, fondateur de la France insoumise, estime que cette marche est une marche d'extrême droite qui a pour but d'apporter un soutien inconditionnel à la riposte israélienne sur la bande de Gaza.
Un certain nombre d'élus de la France insoumise déposent le matin même des gerbes de fleurs au Vel' d'Hiv'. Leur venue est perturbée par des manifestants qui reprochent au parti de Jean-Luc Mélenchon ses ambiguïtés sur cette question.
Jordan Bardella, président du Rassemblement national (RN), déclenche également la polémique lors d'une interview télévisée quelques jours plus tôt lorsqu'il remet en question l'antisémitisme de Jean-Marie Le Pen, bien qu'il reconnaisse les différentes condamnations dont celui-ci a fait l'objet.
Le collectif de juifs de gauche Golem, fondé la veille de la marche, se mobilise au sein de la marche contre la participation du RN,.
Lors de la manifestation, des membres de la Ligue de défense juive, qui assurent le service d'ordre du RN, agressent un passant qui protestait contre Marine Le Pen et attaquent des manifestants du collectif Golem,.